# Christuskirche (Westercelle)

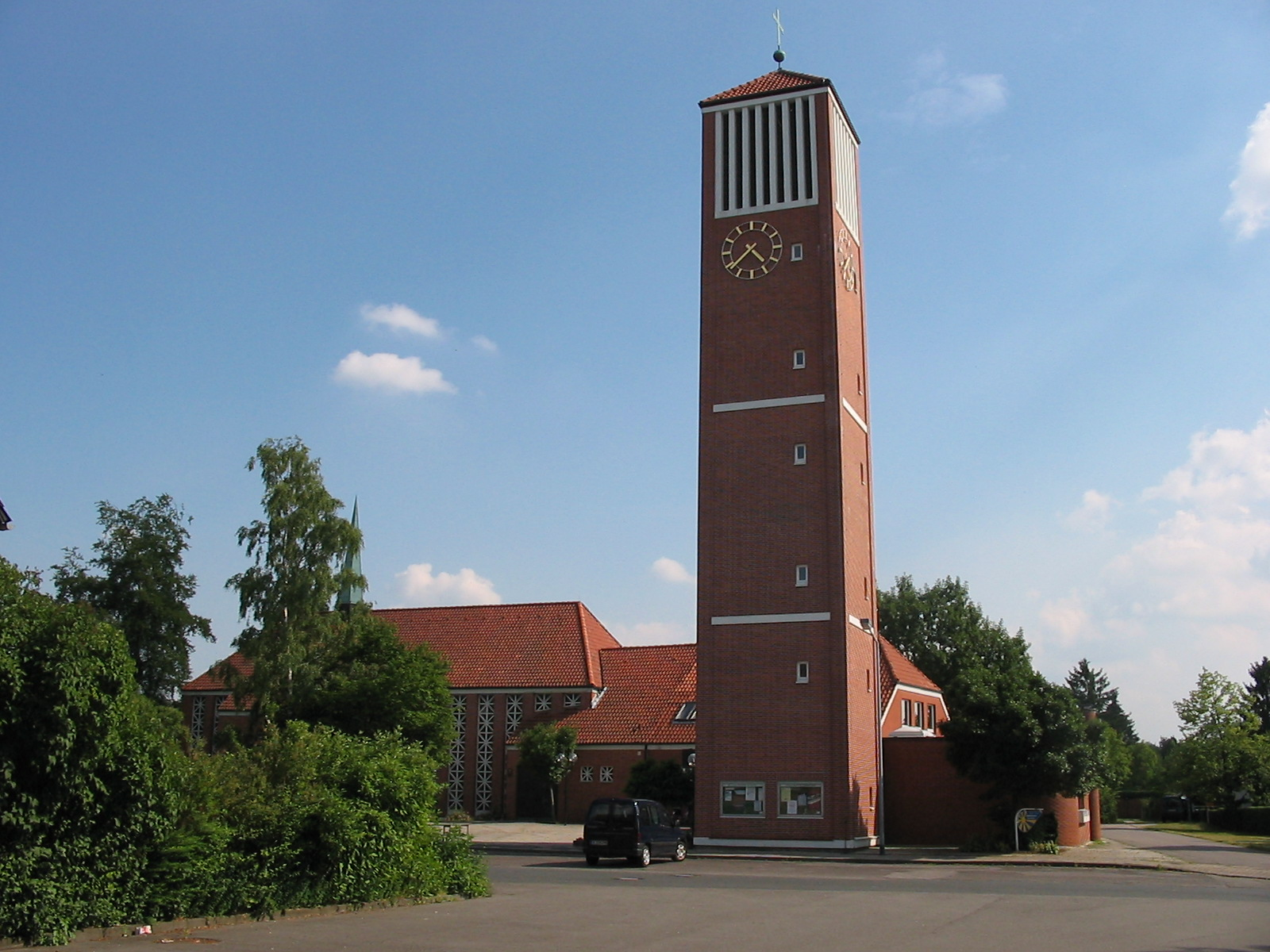
Kirchenschiff mit Turm

Die Christuskirche ist eine ev.luth. Kirche in Westercelle in der Stadt Celle. Die Kirchengemeinde Westercelle ist Teil des Kirchenkreises Celle im Sprengel Lüneburg der Evangelisch-lutherischen Landeskirche Hannover.

## Geschichte
In den Jahren 1961 und 1962 wurde die evangelisch-lutherische Christuskirche Westercelle erbaut und am 20. Oktober 1962 eingeweiht. Der Plan für die Kirche stammt vom Architekten Rüdiger Hachtmann, Celle.
Die Westerceller Kirche wurde gebaut als Hallenkirche mit einem Längsschiff, das 300 Sitzplätze hat, und mit einem Querschiff, in dem auf der Südseite die Orgel eingebaut wurde und in dessen Nordseite das Kirchenvorstehergestühl platziert wurde. Im Osten des Längsschiffes befindet sich der Altarraum mit Taufbecken und Kanzel, im Westen wurde ein Konfirmandenraum angebaut, der durch eine Falttür an den Kirchenraum angeschlossen werden kann und diesen dann um ca. 80 Sitzplätze erweitert.
Die erste künstlerische Ausgestaltung der Kirche mit Altarbild, Antependium und Türgriffen nahm der Künstler Erich Klahn vor.
Im November 1972 wurde ein angebauter Gemeindesaal eingeweiht, der bei Festgottesdiensten und größeren Veranstaltungen ebenfalls durch eine weitere Falttür dem Hauptschiff angeschlossen werden kann und dann die Anzahl der Sitzplätze um weitere rund 170 Sitzplätze erhöht.